# 薩雷卡梅什湖

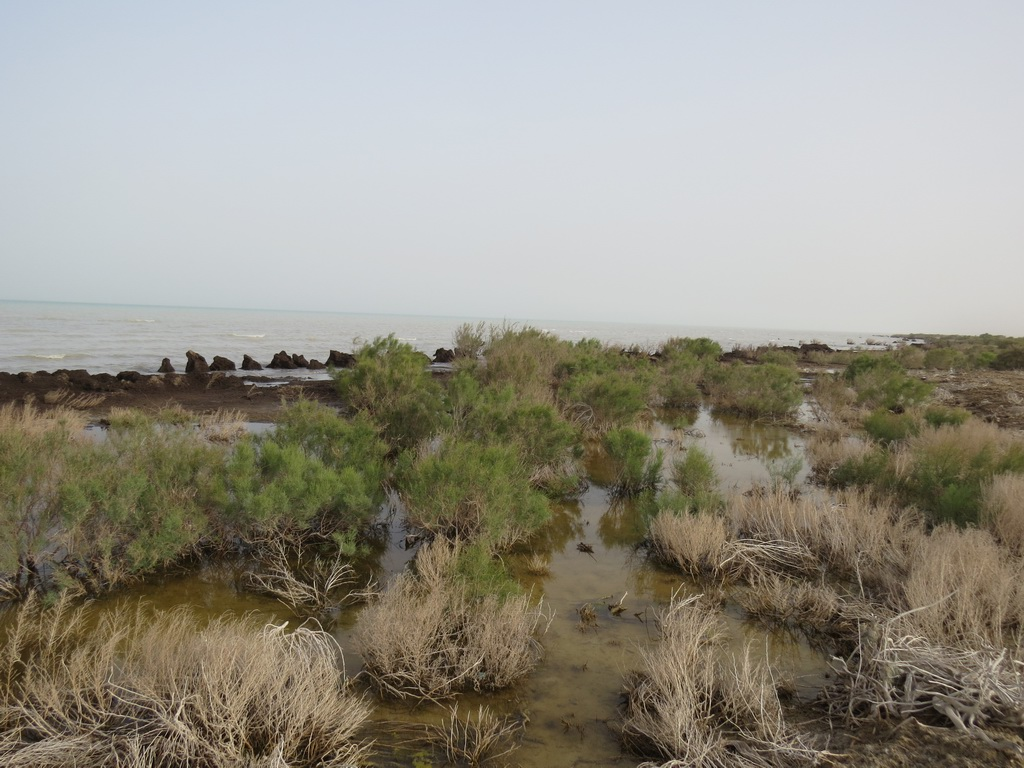
编辑“薩雷卡梅什湖” (乌兹别克斯坦)

42°08′19″N 57°21′13″E / 42.1386843°N 57.3536955°E
薩雷卡梅什湖（意思是「蘆葦」）是一個位於土庫曼斯坦北部和烏茲別克斯坦西北部交界處的湖泊。面積5,000平方公里。
在17世纪之前，阿姆河的分流烏茲博伊河流入薩雷卡梅什湖，并最終注入里海。而目前萨雷卡梅什湖的入水主要来自上游灌溉系统中携带大量农药、化肥、重金属的水源。